# Шарль Огюст де Гойон
Шарль Огюст де Гойон де Матіньон (фр. Charles Auguste de Goyon de Matignon; 28 травня 1647 — 6 грудня 1729) — військовий та державний діяч Французького королівства, граф де Грас, маршал Франції.

## Життєпис
Походив зі шляхетського бретонського роду де Гойон. Його прадідом був маршал Жак II де Гойон. Шостий син Франсуа де Гойон, сеньйора Матіньон, та Анни де Малон де Берсі. Народився 1647 року в Ториньї-сюр-Вір.
Розпочав службу з початком Деволюційної війни проти Іспанії в 1667 році в полку герцога Лонгвіля, отримавши звання капітана. Того ж року відзначився під час облоги Лілля. 1669 року був учасником походу французького експедиційного корпусу на допомогу венеційцям Кандії, що вели війну проти Османської імперії.
Був учасником Голландської війни в 1672—1678 роках. 1674 року після смерті брата Карла (загинув у битві біля Сенефе) отримав титул графа де Гаса. Потім служив у Фландрській армії. 1675 року втратив батька. У 1683—1684 роках перебував у Німецькій армії під час Війни за Об'єднання до 1684 року.
На початку війни Аугсбурзької ліги 1688 року призначається губернатором Оне. У 1689 році брав участь у висадці французьких військ в Ірландії на підтримку короля Якова II Стюарта. 1691 року стає табірним маршалом (на кшталт генерал-майора). 1692 року переведено до Фландрської армії, в складі якій відзначився при облогах Монса і Намюра.
З початком Війни за іспанську спадщину переведено до Іспанії. 1705 року отримав власне командування. Того ж року зайняв місто Гуї. У 1708 році отримав звання маршала Франції. Невдовзі очолив французькі війська під час походу претендента на англійський трон Джеймса Сюарта, що планував висадитися в Шотландії. Проте дії англійського флоту та негода завадило цьому, кораблі повернулися до Дюнкерку.
Після 1715 року відійшов від військових справ. Помер 1729 року у Парижі.

## Родина
Дружина — Марія Елізавета, донька Франсуа Бертело
Діти:
- Людовик-Жан, граф Гасе, Монмартін
- Леонор (1677—1757), єпископ Кутансу
- Марі-Томас, (1684—1766), маркіз Матіньйон, граф Бонгай і Ормой
- Марія Анн, дружина Генріха де Гавра, маркіза Солас